# Cyclocrinales
Cyclocrinales – wymarły rząd zielenic, znany od środkowego kambru do wczesnego dewonu. 

## Opis
Plechy Cyclocrinales składają się z centralnych osi, na których osadzone są okółki cienkich odgałęzień bocznych, bocznych główek o kształcie w przybliżeniu sześciokątnym oraz warstwy zewnętrznej, tworzącej fasetowaną strukturę o kształcie sferycznym do maczugowatego. 
Cyclocrinales należą do nieformalnej grupy glonów wapiennych, to znaczy ich plechy zawierają dużą ilość węglanu wapnia, dzięki czemu dobrze się zachowują w stanie kopalnym.

## PokrewieństwaCyclocrinales
Przedstawiciele Cyclocrinales czasami zaliczani są do rzędu Dasycladales, lecz częściej grupa ta uznawana jest za odrębny rząd, choć mogący stanowić grupę siostrzaną dasykladowców. Często podkreśla się ich podobieństwa morfologiczne do receptakulitów, lecz o ile Cyclocrinales są na pewno roślinami, to receptakulity są problematykami – dotychczas nie wiadomo nawet, czy były to rośliny czy zwierzęta. Podobieństwa morfologiczne tych dwóch grup nie znalazły dotąd powszechnie przyjętego wyjaśnienia.

## Historia badań i występowanie
Pierwszym paleontologiem, który opisał przedstawicieli rzędu Cyclocrinales, był Karl Eichwald, który w roku 1840 wprowadził nazwę rodzajową Cyclocrinites na podstawie materiału kopalnego z ordowiku Estonii. Cyclocrinales znane są także z ordowiku i syluru Ameryki Północnej. W północnej części Europy Środkowej znajduje się je czasami w materiale przyniesionym przez lodowce czwartorzędowe.